# Amerikaanse rotswinterkoning
De Amerikaanse rotswinterkoning (Salpinctes obsoletus) is een lid van de familie winterkoningen (Troglodytidae). Deze vogelsoort is niet verwant met soorten uit de familie rotswinterkoningen die alleen in Nieuw-Zeeland voorkomen.

## Kenmerken
De Amerikaanse rotswinterkoning is 12 cm lang; volwassen vogels zijn grijsbruin van boven en lichtgrijs met donkere spikkels op de borst. Ze hebben een lichte wenkbrauwstreep, een vrij lange snavel en een gebandeerde staart.

## Leefwijze
Hij foerageert voornamelijk op de grond en jaagt daar op insecten.

## Verspreiding en leefgebied
De Amerikaanse rotswinterkoning komt voor van Zuidwest-Canada tot in Costa Rica en komt voor in droge, rotsachtige gebieden. In het zuiden van zijn verspreidingsgebied is hij een standvogel. Vogels die voorkomen in Canada en het midden van de Verenigde Staten trekken 's winters naar het zuiden.
De soort telt 10 ondersoorten:
- S. o. obsoletus: van zuidwestelijk Canada tot centraal Mexico.
- S. o. pulverius: San Clemente Island en San Nicolas nabij de zuidwestelijke Verenigde Staten.
- S. o. proximus: San Martin-eiland.
- S. o. tenuirostris: San Benito.
- S. o. guadeloupensis: Guadeloupe.
- S. o. exsul: San Benedicto.
- S. o. neglectus: van zuidelijk Mexico tot centraal Honduras.
- S. o. guttatus: El Salvador.
- S. o. fasciatus: noordwestelijk Nicaragua.
- S. o. costaricensis: noordwestelijk Costa Rica.

Foto's van de Amerikaanse rotswinterkoning
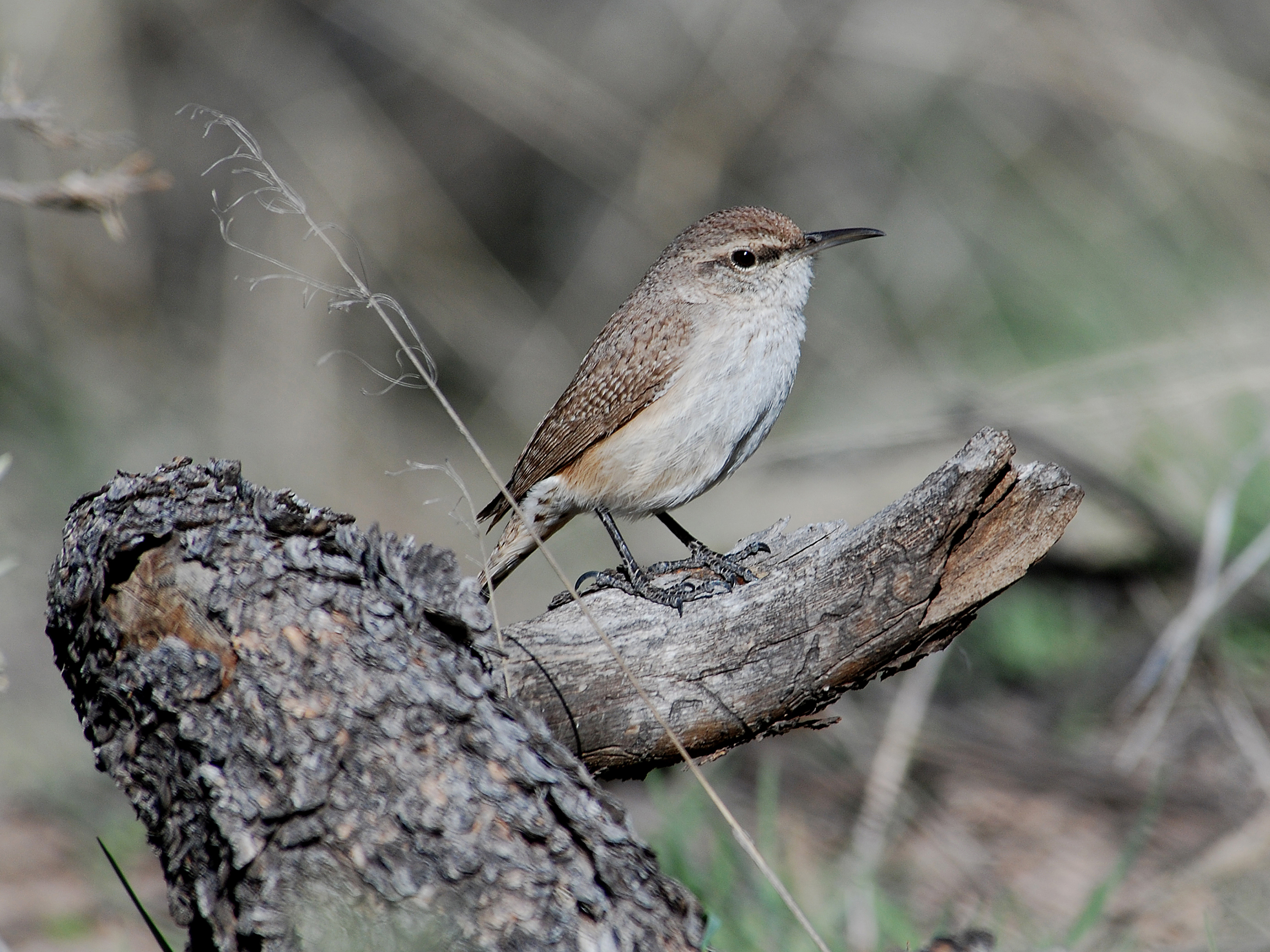
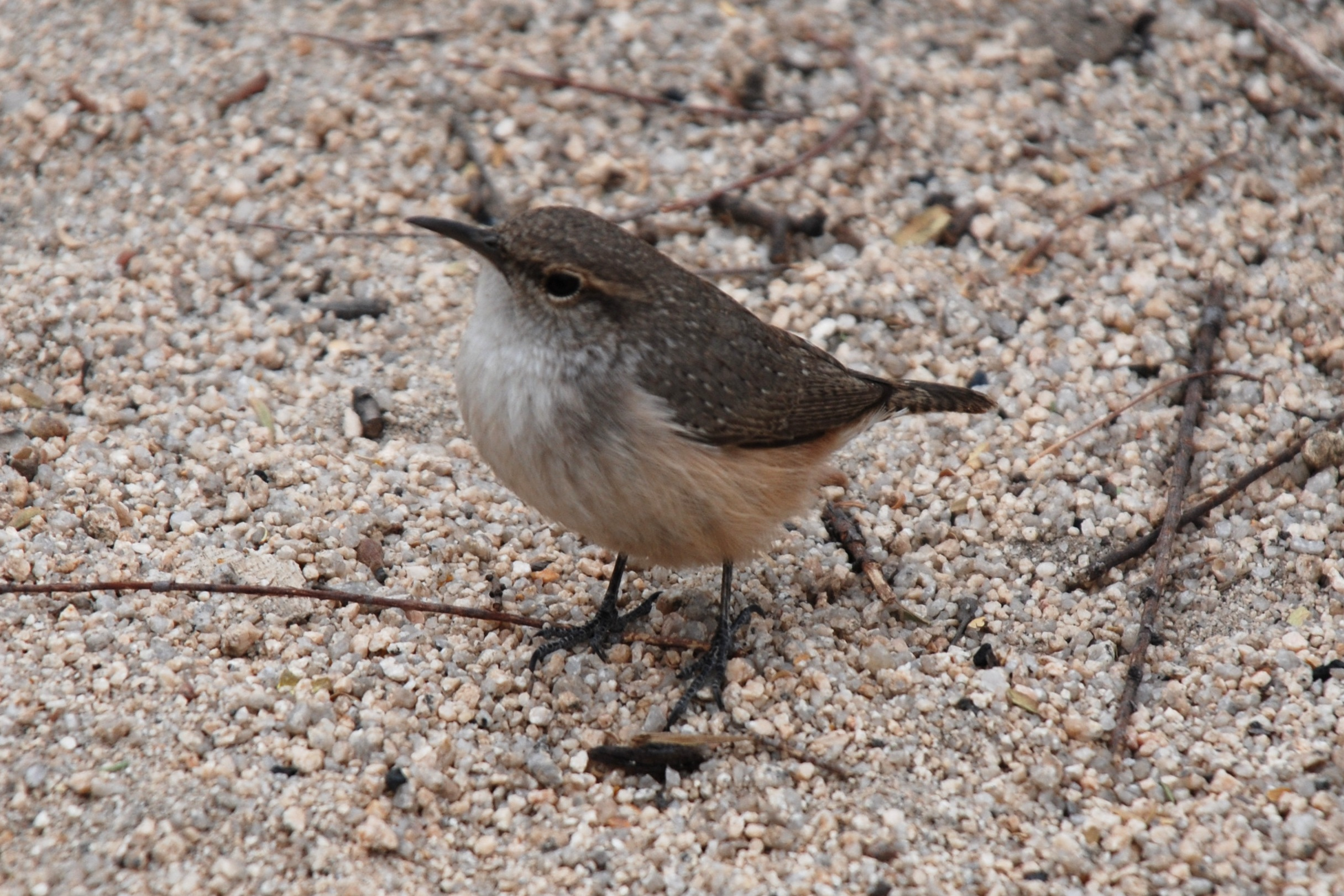
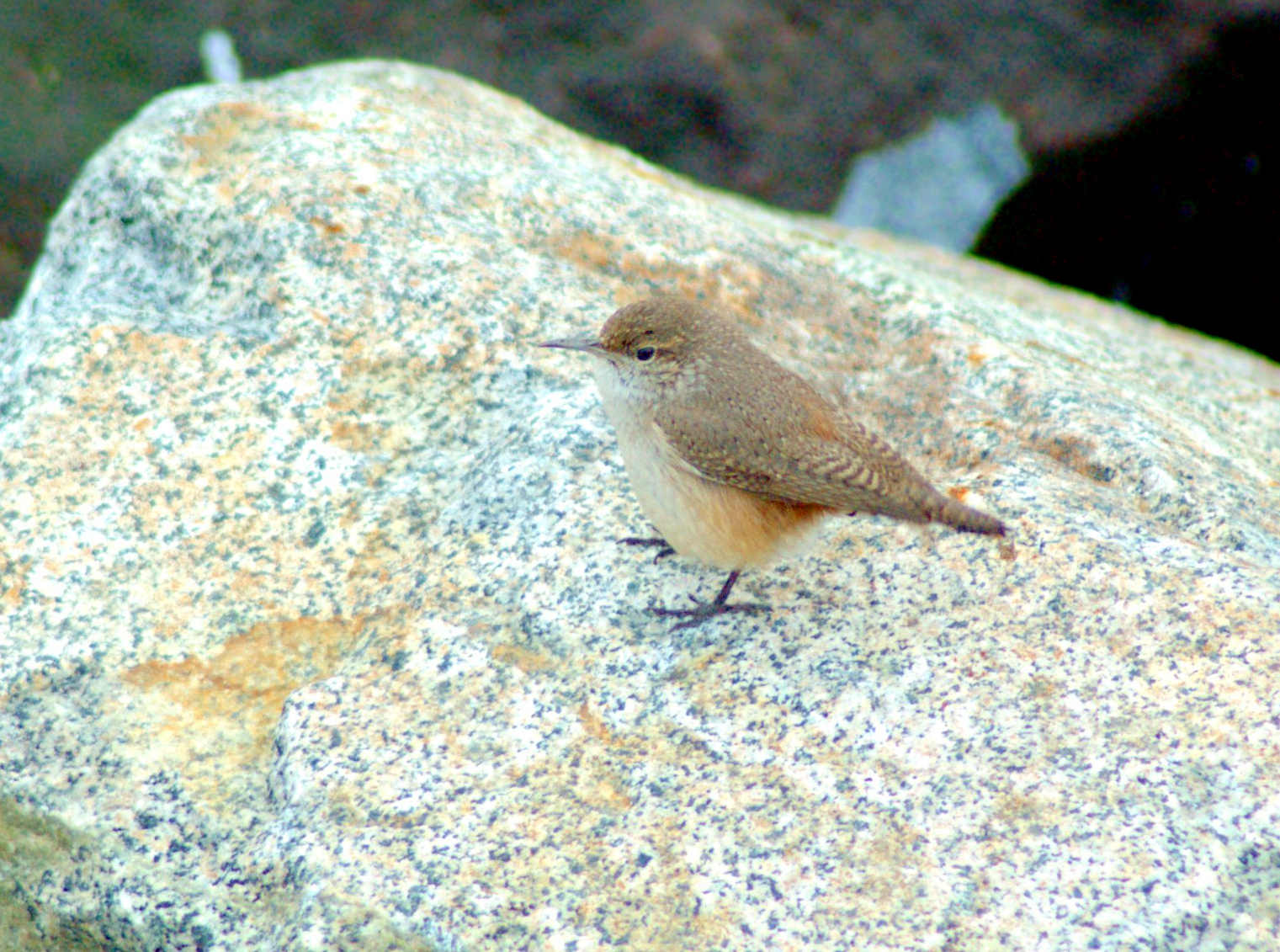
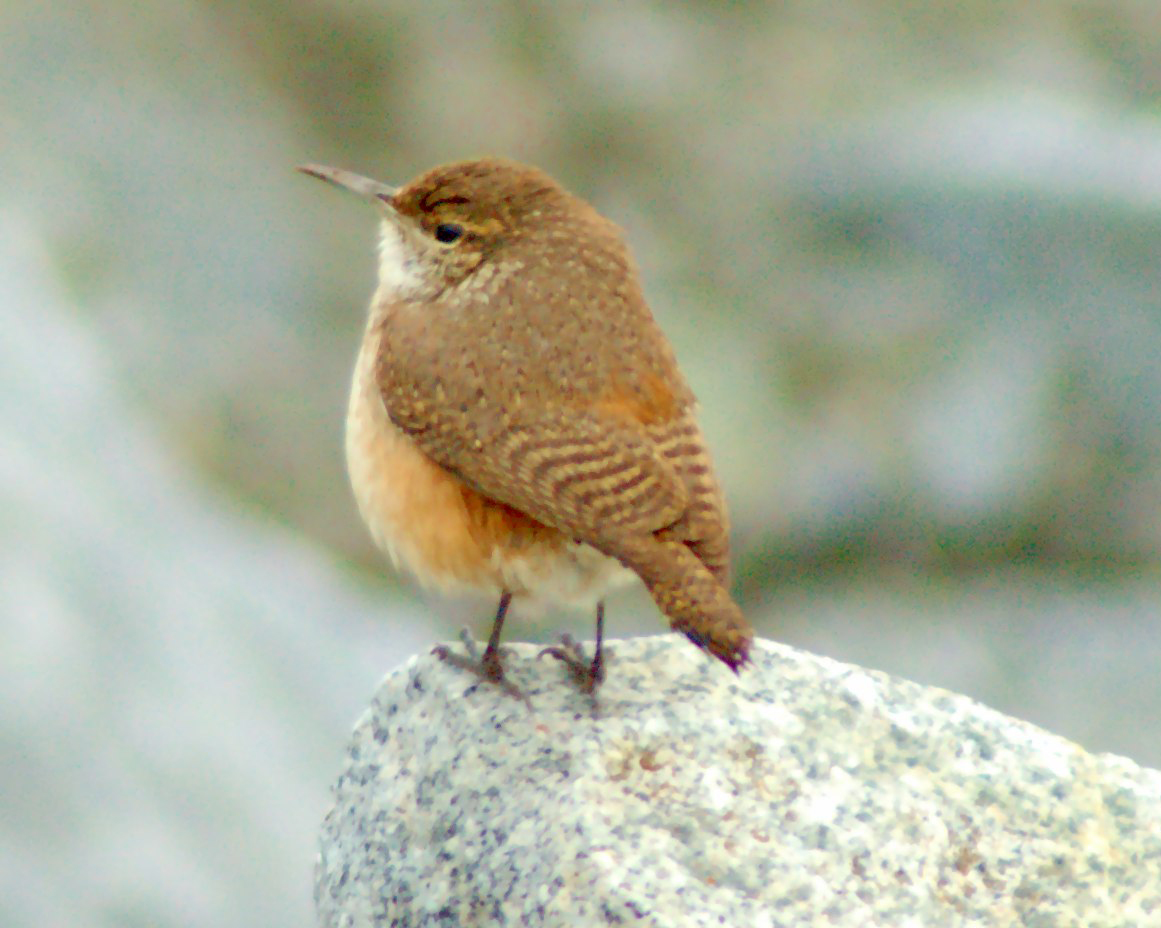
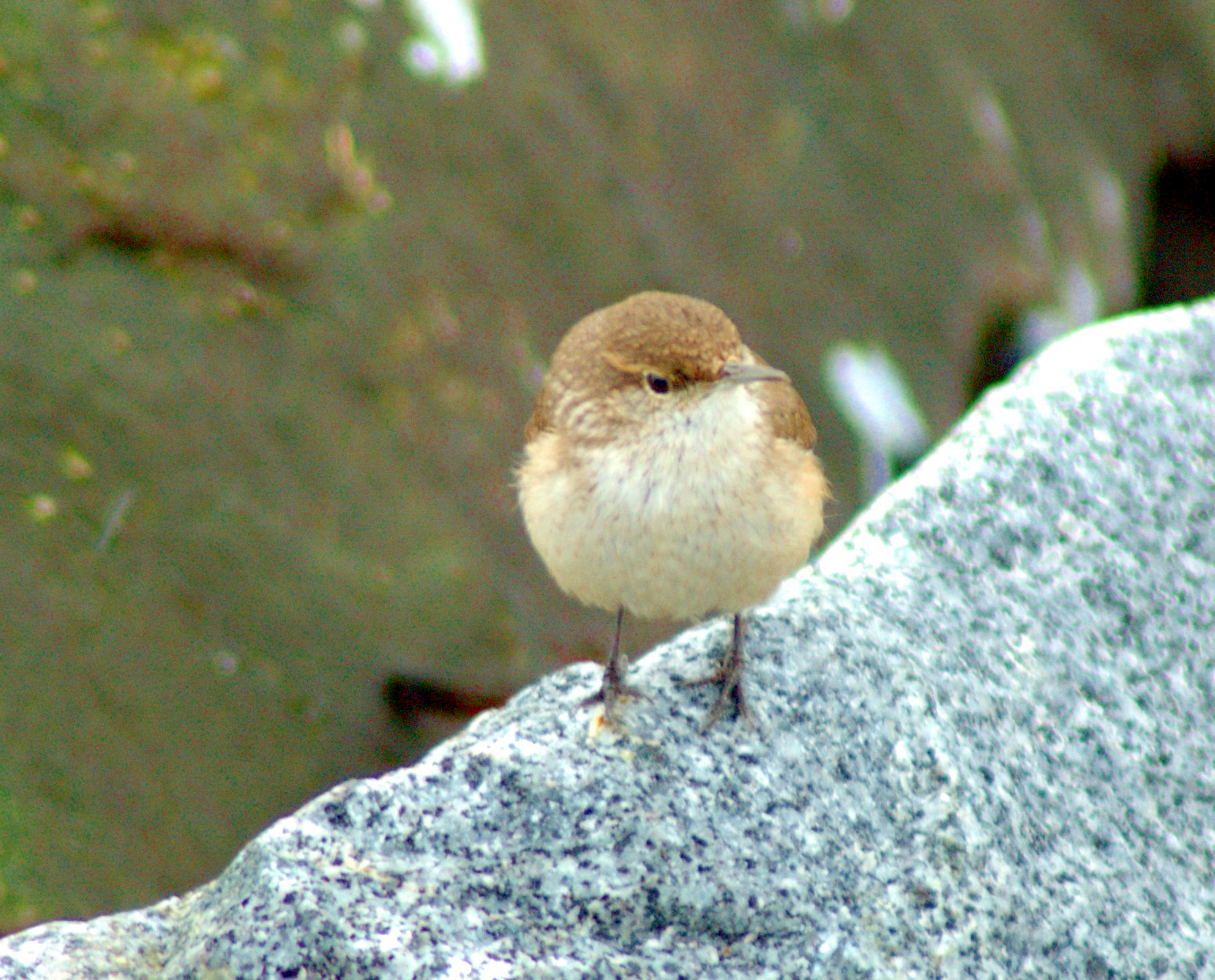
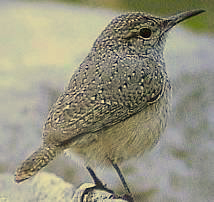